# Share Now
A SHARE NOW GmbH egy német autómegosztó vállalat, mely a car2go és a DriveNow összeolvadásával jött létre. A Daimler AG és a BMW közös vállalkozása, melynek keretében autómegosztó szolgáltatást ajánlanak Európa és Észak-Amerika városi területein. Több mint 4 millió regisztrált tagjával és Európa 18 városában elérhető több mint 12.000 autójával ez a világ egyik legnagyobb autómegosztó vállalkozása.
A vállalat Magyarországon a következő márkákat ajánlja: Smart, Mercedes-Benz, BMW, Mini és Fiat. A felhasználók perc alapon fizetnek, de lehetőség van órás vagy napos elszámolásra is. A parkoló autókat egy letölthető app segítségével lehet elindítani.

## Története
A Daimler a szolgáltatást 2008. októberben indította a németországi [[,[Ulm]]ban, ahol az egyik helyi üzleti fejlesztési egysége dolgozta ki, és melyet először kizárólag a Daimler alkalmazottai tesztelhetek.

2015. májustól a car2go minden bérlésnél felszámol egy 1 dolláros „Vezetővédő díjat”, hogy így ellensúlyozza a csökkenő  levonható költségeket.

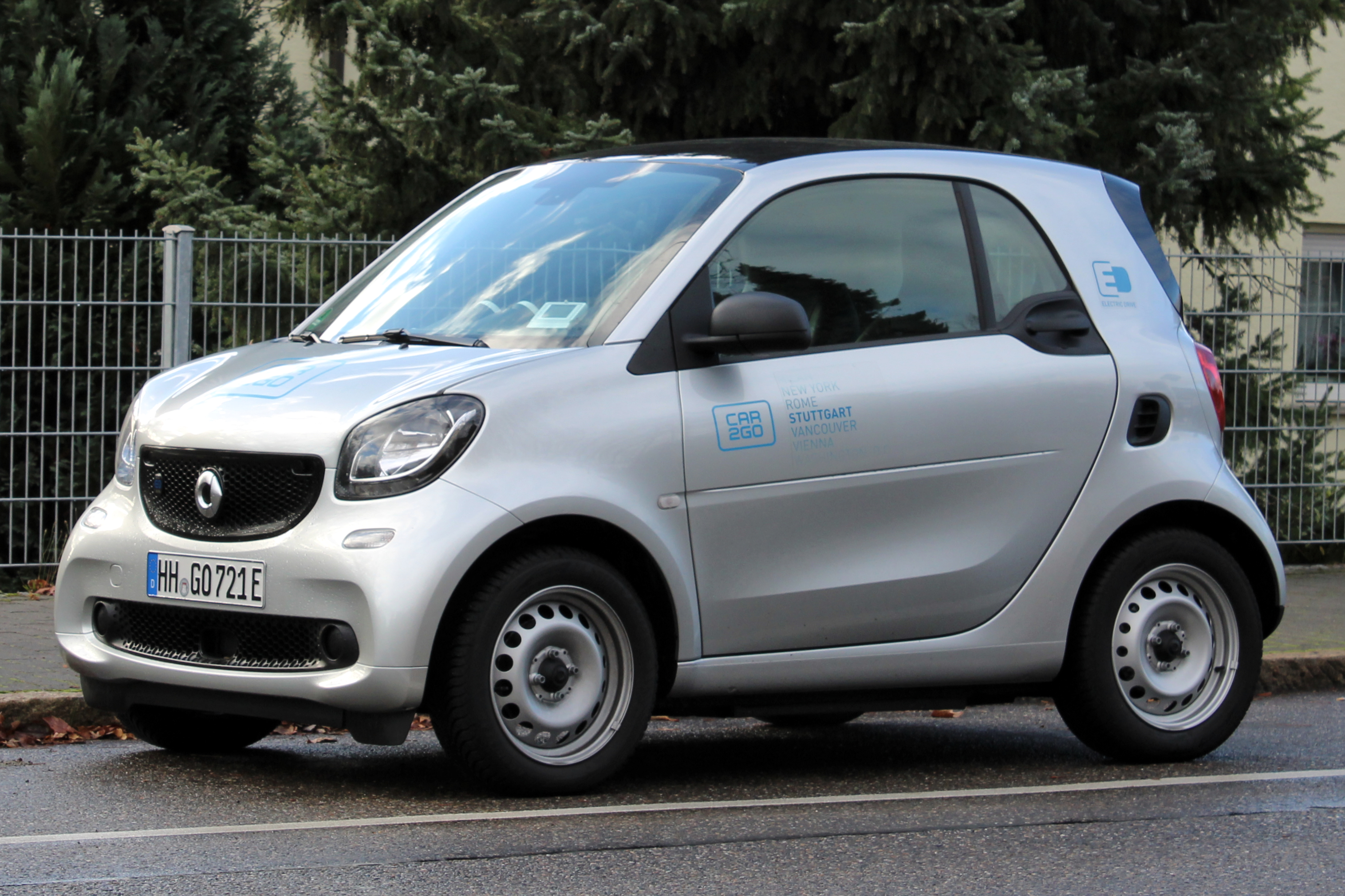
A car2go egyik autója Stuttgartban.

A kezdetek óta a car2go már több helyszínről is kivonult, így pár évnyi üzemelés után beszüntette szolgáltatását Londonban és Birminghamben is. A állomások hiánya miatt a cég úgy döntött, hogy San Diegóban 2016. május 1-től lecseréli az elektromos meghajtású gépparkját benzinesre. A szolgáltatás 2011-es indításakor a cég nagyjából 1000 töltőállomás jelenlétével számolt, de ezekből 2016. elejére csak 400 állt üzembe.   Ennek következtében a flotta 20%-a egy adott pillanatban mindenképp elérhetetlen, mivel vagy éppen töltik azokat, vagy nincs bennük elég energia ahhoz, hogy kiadják egy vezetőnek. 2016 végén a car2go feladta a San Diego-i piacot.
2018. januárban a Daimler és a BMW elkezdtek tárgyalni az autómegosztó részlegeik egyesítéséről, hogy ezzel erősítsék meg a piaci helyzetüket. 2018. március 1-én a Daimler bejelentette, hogy Daimler Mobility Services nevű leányvállalata megvásárolta a kisebbségi tulajdonos Europcar Group 25%-os részét, így már a car2go európai üzletrészének 100%-át ő birtokolja.

### Bezárások
2019. végén a bejelentette, hogy 2020. február 29-én bezárja a cég észak-amerikai érdekeltségét (New York, Seattle, Washington, Montreal, Vancouver), mert nagy versennyel kellene ezeken a helyeken szembe néznie. Emellett szerepet játszott még a növekvő üzemeltetési költségszint és a szűkös erőforrások, melyek az elektromos autók töltéséhez kellettek volna. Az alacsony kihasználtság miatt a cég bezárja londoni, brüsszeli és firenzei területeit is, mert itt is alacsony a kihasználtság. A ShareNow így ezután csak 18 olyan európai városban üzemel, mely a cég szerint „a legnagyobb potenciált mutatja a nyereséges növekedésre és a legnyitottabb a mobilitás terét érintő innovációkra.”

## Helyszínek

### Aktuálisak

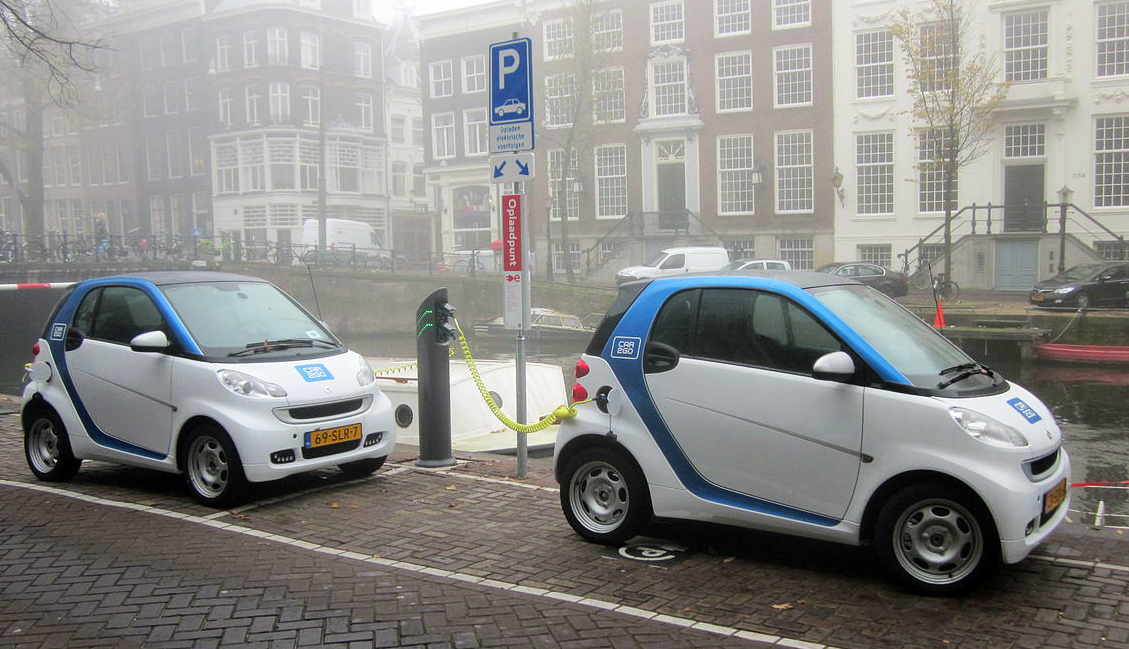
Két car2go Smart electric drive autó egy töltőállomásnál Amsterdam Herengracht részében.

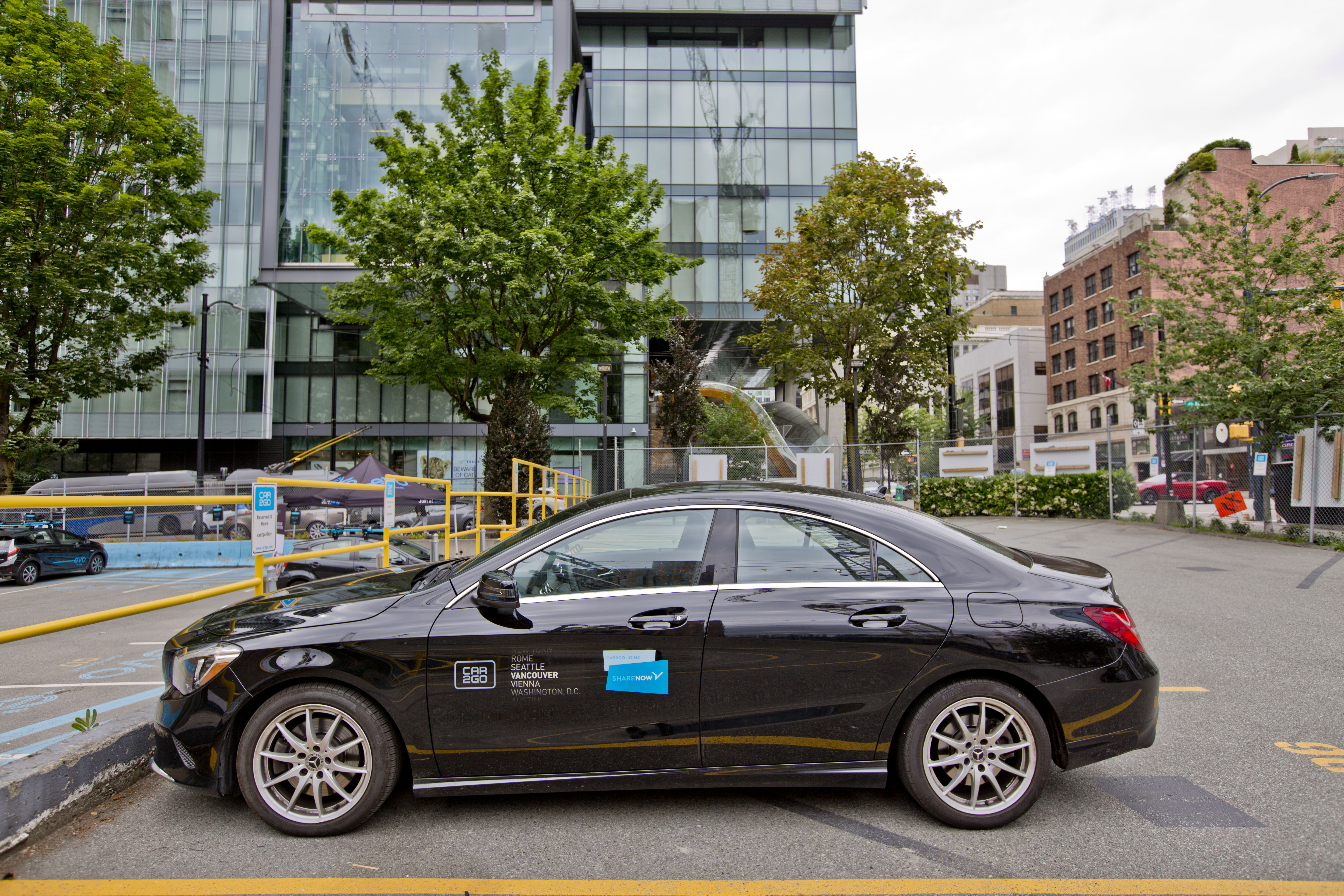
car2go 4-ajtós Mercedes-Benz CLA-osztály Vancouverben

A következő táblázatban szerepel minden olyan helyszín, ahol a ShareNow jelenleg aktív:
elektromos flotta jele
| Város           | Ország        | Flotta | fortwo   | forfour | Mercedes-Benz CLA-osztályCLA | GLA | A-osztály | B-osztály | DriveNow | Indulás dátuma   |
| --------------- | ------------- | ------ | -------- | ------- | ---------------------------- | --- | --------- | --------- | -------- | ---------------- |
| Amsterdam       | Hollandia     | 300    |          |         |                              |     |           |           |          | 2011. november   |
| Berlin          | Németország   | 2500   | ✔        |         | ✔                            | ✔   | ✔         | ✔         | ✔/       | 2012. április    |
| Budapest        | Magyarország  | 360    | ✔        |         |                              | ✔   | ✔         |           | ✔/       | 2019. április    |
| Koppenhága      | Dánia         | 550    |          |         |                              |     |           |           | ✔/       | 2015. szeptember |
| Düsseldorf/Köln | Németország   | 1200   | ✔        |         | ✔                            | ✔   | ✔         | ✔         | ✔/       | 2012. január     |
| Frankfurt       | Németország   | 300    | ✔        |         |                              | ✔   | ✔         | ✔         |          | 2014. szeptember |
| Hamburg         | Németország   | 1500   | ✔/       |         | ✔                            | ✔   | ✔         | ✔         | ✔/       | 2011. április    |
| Helsinki        | Finnország    | 150    |          |         |                              |     |           |           | ✔/       | 2017. május      |
| Lisszabon       | Portugália    | 210    |          |         |                              |     |           |           | ✔/       | 2017. szeptember |
| Madrid          | Spanyolország | 600    |          |         |                              |     |           |           |          | 2015. november   |
| Milánó          | Olaszország   | 1500   | ✔/kabrió | ✔       |                              |     |           |           | ✔/       | 2013. augusztus  |
| München         | Németország   | 1200   | ✔        |         | ✔                            | ✔   | ✔         | ✔         | ✔/       | 2013. június     |
| Párizs          | Franciaország | 800    |          |         |                              |     |           |           |          | 2019. január     |
| Róma            | Olaszország   | 780    | ✔/kabrió | ✔       |                              |     |           |           |          | 2014. március    |
| Stuttgart       | Németország   | 500    | ✔/       |         |                              |     |           |           |          | 2012. november   |
| Torino          | Olaszország   | 500    | ✔/kabrió | ✔       |                              |     |           |           |          | 2015. március    |
| Bécs            | Ausztria      | 1400   | ✔        |         |                              | ✔   | ✔         | ✔         | ✔/       | 2011. december   |

### Régebbiek
Az alábbi táblázat azokat a helyszíneket sorolja fel, ahol a car2go valaha üzemelt.:
| Város                  | Ország                    | Kezdet           | Befejezés        | Referencia    |
| ---------------------- | ------------------------- | ---------------- | ---------------- | ------------- |
| Ulm                    | Németország               | 2008. október    | 2014. december   | [ 15 ] [ 16 ] |
| Lyon                   | Franciaország             | 2012. február    | 2012. június     | [ 17 ]        |
| London                 | Egyesült Királyság        | 2012. december   | 2014. május      | [ 18 ]        |
| Birmingham             | Egyesült Királyság        | 2013. május      | 2014. május      | [ 19 ]        |
| South Bay, Los Angeles | Amerikai Egyesült Államok | 2014. június     | 2015. június     | [ 20 ]        |
| Eugen                  | Amerikai Egyesült Államok | 2014. október    | 2015. június     | [ 21 ]        |
| Koppenhága             | Dánia                     | 2014. szeptember | 2016. január     | [ 22 ]        |
| Miami                  | Amerikai Egyesült Államok | 2012. július     | 2016. február    | [ 23 ]        |
| Stockholm              | Svédország                | 2014. november   | 2016. szeptember | [ 24 ]        |
| Minneapolis-Saint Paul | Amerikai Egyesült Államok | 2013. szeptember | 2016. december   | [ 25 ]        |
| San Diego              | Amerikai Egyesült Államok | 2011. november   | 2016. december   | [ 26 ]        |
| Toronto                | Kanada                    | 2012. június     | 2018. június     | [ 27 ]        |
| Columbus               | Amerikai Egyesült Államok | 2013. október    | 2018. június     |               |
| Csungking              | Kína                      | 2016. április    | 2019. június     | [ 28 ]        |
| Austin                 | Amerikai Egyesült Államok | 2010. május      | 2019. október    | [ 29 ]        |
| Calgary                | Kanada                    | 2012. július     | 2019. október    | [ 29 ]        |
| Denver                 | Amerikai Egyesült Államok | 2013. június     | 2019. október    | [ 29 ]        |
| Portland (Oregon)      | Amerikai egyesült Államok | 2012. március    | 2019. október    | [ 29 ]        |
| Chicago                | Amerikai Egyesült Államok | 2018. július     | 2019. december   |               |
| Vancouver              | Kanada                    | 2011. június     | 2020. február    |               |
| Washington             | Amerikai Egyesült Államok | 2012. március    | 2020. február    |               |
| Seattle                | Amerikai Egyesült Államok | 2012. december   | 2020. február    |               |
| Montreal               | Kanada                    | 2013. november   | 2020. február    |               |
| Firenze                | Olaszország               | 2014. június     | 2020. február    |               |
| New York               | Amerikai Egyesült Államok | 2014. október    | 2020. február    |               |

## Üzleti modell

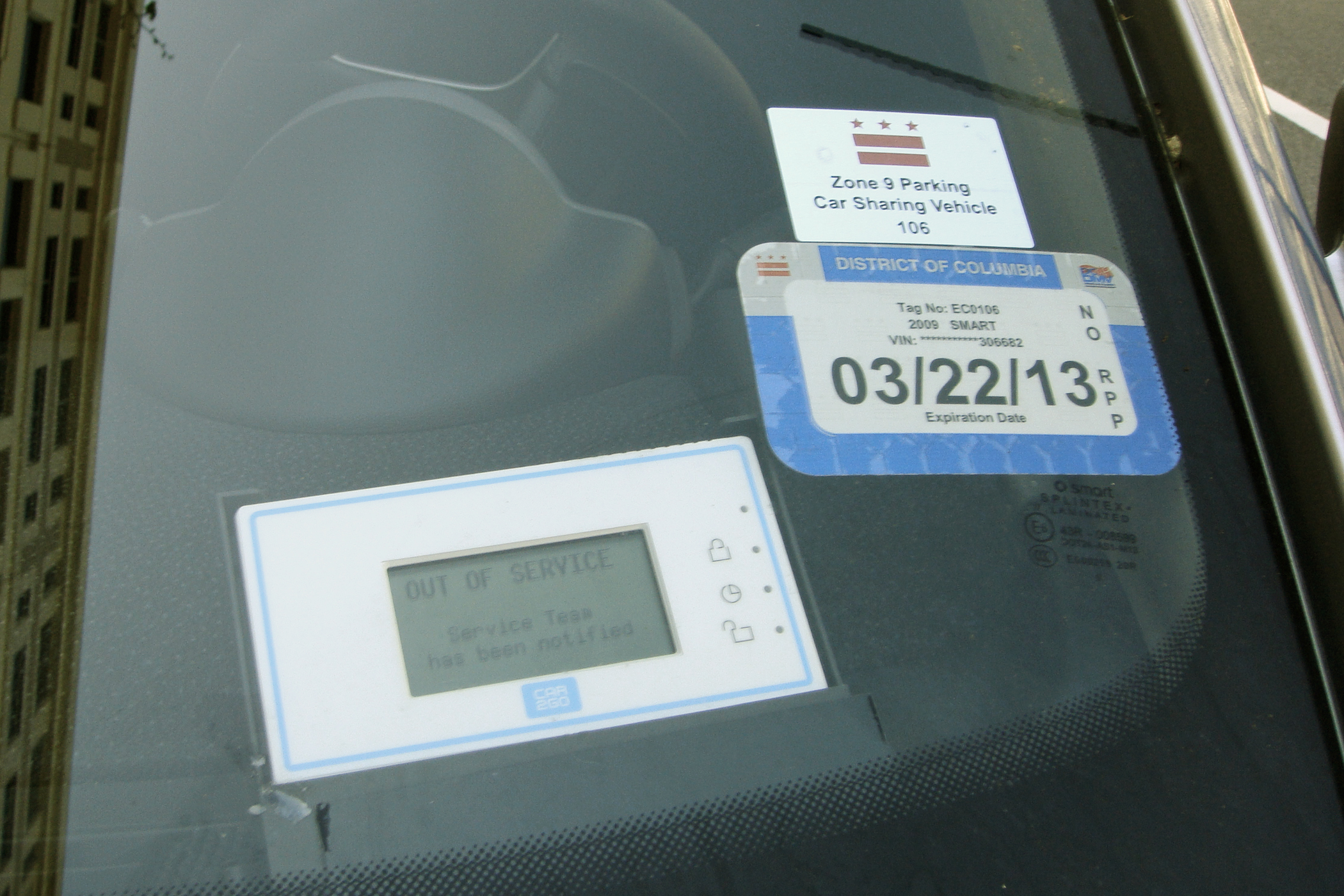
car2go tagsági kártyát olvasó szerkezet, mely hozzáférést biztosít az autókhoz

A SHARE NOW minden piacon hasonló üzleti modellt használ, bár a díjak helyről helyre változnak. A vállalat perc alapú elszámolást használ, de vannak diszkont áron órás és napi csomagok is, amiket automatikusan igénybe lehet venni. A díj mindent magában foglal, így nem kell külön fizetni az üzemanyagért, a biztosításért, az autópálya matricáért és (ahol ez alkalmazható) a parkolásért. A legtöbb helyen a SHARE NOW autói vagy előre kijelölt speciális parkolóhelyeken állhatnak meg, vagy a nyilvános parkolókat veszik igénybe. Az ügyfelek az autóban található üzemanyagkártyával ingyenes tankolhatják meg az autókat, amiért extra vezetési krediteket szerezhetnek.